# Miss Paraná 2018
Miss Paraná BE Emotion 2018 foi a 63ª edição do tradicional concurso de beleza feminina de Miss Paraná BE Emotion, onde irá levar a representante do estado para disputar a coroa anual de Miss Brasil 2018, único caminho para o Miss Universo. Esta edição contou com trinta (30) candidatas municipais. E à Miss Paraná 2017 Patrícia Garcia,  coroou Deise Caroline do Rio Branco do Sul  . O concurso foi  realizado no dia 22 de março no Teatro Regional Calil Haddad com sede em Maringá.

## Resultados

### Colocações
| Posição                 | Município e candidata |
| Vencedora               | - Rio Branco do Sul - Deise Caroline Ribas |
| 2º. Lugar               | - Medianeira - Nayara Mayer Da Motta |
| 3º. Lugar               | - Londrina - Nubya Naves Hamida |
| 4º. Lugar               | - Ivaiporã - Adrielly Palopoli |
| 5º. Lugar               | - Apucarana - Jhenifer Marques |
| (Top 10) Semifinalistas | - Arapongas - Isabela Stella - Capanema - Luana Scheibe - Matelândia - Amanda Reginato - Palotina - Emanuele Kupas - São José dos Pinhais - Pietra Possamai |
| (Top 20) Semifinalistas | - Cascavel - Jordana Tavares - Cianorte - Franciele Acarone - Curitiba - Dóris Rangel - Dois Vizinhos - Aline Dal'Agnol - Guarapuava - Eliza Leite - Mourãoense - Daniela Ferraz - Pinhais - Débora Gonçales - Planalto - Nádia Denes - São Miguel do Iguaçu - Adrielle Malaggi - Umuarama - Alana Martins |

### Prêmios especiais
| Prêmio          | Município e Candidata              |
| Miss BE Emotion | - Quinta do Sol - Kawane Schwingel |

## Jurados

### Técnico e Oficial
1. Bruna Brito - Peronal Trainer (Júri Técnico)
2. Fabrizzia Vassallo - Médica / Odontóloga ( Júri Técnico e Oficial)
3. Márcio Paloschi - Artista Visual/Figurinista  ( Júri Técnico e Oficial)
4. Michael Costa - Jornaista  ( Júri Técnico e Oficial)
5. Kamilla Salgado - Empresaria , Modelo e Miss Brasil Mundo 2010 (Júri Oficial)
6. Eliéser Ambrósio - Modelo , ator e apresentador (Júri Oficial)
7. Carlos KUBO - Artista Plástico (Júri Oficial)
8. Patricia Silva -  Empresaria e Colunista no Jornal O Diário (Júri Oficial)

## Candidatas
Disputarão o título este ano:
| - Apucarana - Jhenifer Marques - Arapongas - Isabela Stella - Araucária - Vivian Luz - Capanema - Luana Scheibe - Cascavel - Jordana Tavares - Cianorte - Franciele Acarone - Colombo - Merilin Jaqueline - Curitiba - Dóris Rangel - Dois Vizinhos - Aline Dal'Agnol - Guarapuava - Eliza Leite | - Itaipulândia - Sabrina Muller - Ivaiporã - Adrielly Palopoli - Jacarezinho - Laís Lemes - Jesuítas - Jéssica Raizi - Londrina - Nubya Naves Hamida - Matelândia - Amanda Reginato - Medianeira - Nayara Mayer - Morretes - Juliana Damborowiski - Mourãoense - Daniela Ferraz - Nova Esperança - Nathália Monesi | - Palotina - Emanuele Kupas - Pinhais - Débora Gonçales - Planalto - Nádia Denes - Quatiguá - Bianca Ribeiro - Quinta do Sol - Kawane Schwingel - Rio Branco do Sul - Deise Ribas - Santa Helena - Maíra Oliveira - São José dos Pinhais - Pietra Possamai - São Miguel do Iguaçu - Adrielle Malaggi - Umuarama - Alana Martins |